# San Bernardino (Kalifornien)
San Bernardino ist eine Stadt im San Bernardino County im US-Bundesstaat Kalifornien, Vereinigte Staaten, mit 222.101 Einwohnern (Volkszählung 2020) und Sitz der County-Verwaltung. Sie liegt im östlichen San Bernardino Valley am Fuße der San Bernardino Mountains. Die Stadt hat eine Größe von 202,4 km² und ist eine principal city der Metropolitan Statistical Area (MSA) Riverside–San Bernardino–Ontario mit rund 4,6 Millionen Einwohnern. Sie ist Sitz der California State University, San Bernardino und des Bistums San Bernardino.
San Bernardino wird von der historischen Route 66 durchquert.

## Geschichte
San Bernardinos Geschichte beginnt in den frühen Jahren des 19. Jahrhunderts. Spanische Missionare waren die ersten Siedler in dieser Region. Sie wählten das fruchtbare Tal am Fuße der majestätischen Bergkette als Vorposten für andere Missionare. Man erzählt, dass Vater Francisco Dumetz auf seiner letzten Missionsreise von San Gabriel auf das San-Bernadino-Tal gestoßen ist und am 20. Mai 1810 unter großen Anstrengungen einen Altar für die dort lebenden Indianer errichtet hat. Padre Dumetz nannte das Gebiet nach dem italienischen Heiligen Bernardino/Bernhardin „San Bernadino“.
1940 eröffnete das erste McDonald’s-Restaurant in San Bernardino. Glen Bell, späterer Gründer von Taco Bell, eröffnete hier 1954 sein erstes Restaurant.
1982 wurde die Open-Air-Bühne San Manuel Amphitheater erbaut.

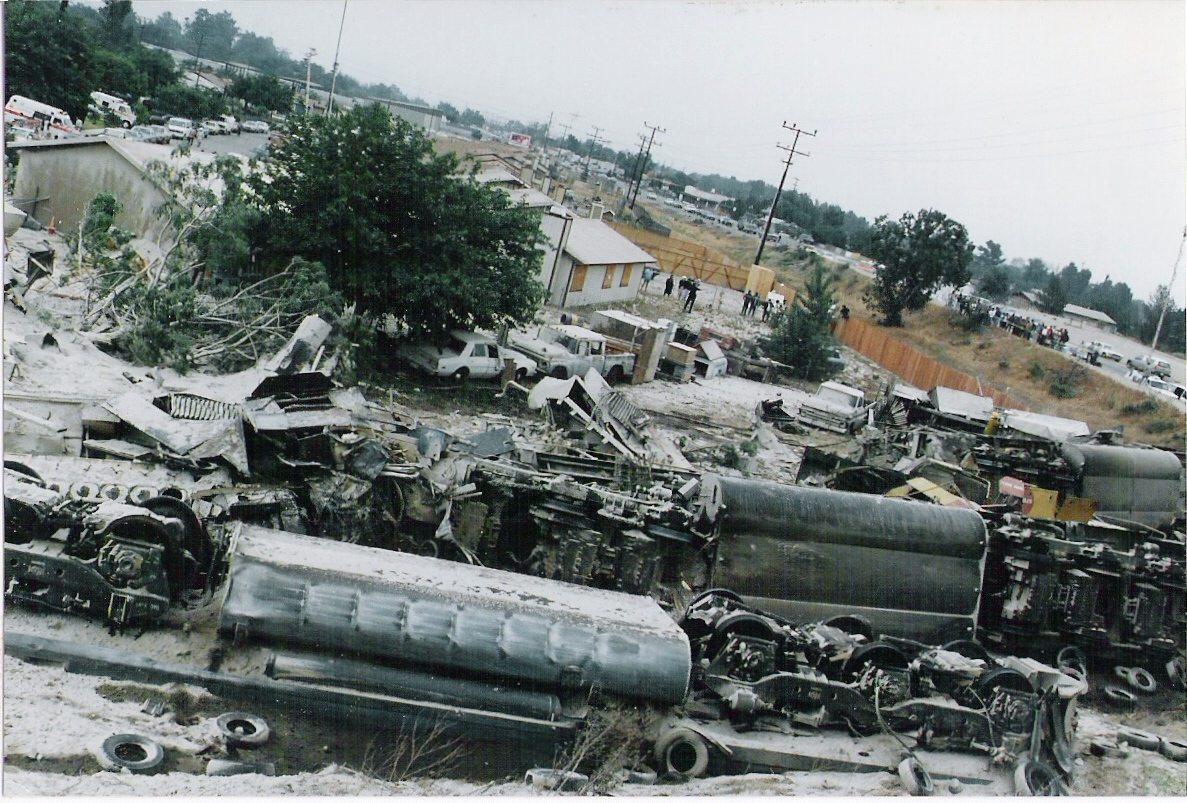
Der Unfallort vom Mai 1989

12. Mai 1989 ereignete sich ein schwerer Eisenbahnunfall in San Bernardino, bei dem ein schwer beladener Güterzug der Southern Pacific Railroad entgleiste. Vier Menschen starben, vier weitere wurden verletzt. Bei den Aufräumarbeiten wurde die unter dem Unfallort verlaufende Calnev-Pipeline beschädigt, ohne dass dieses bemerkt wurde. Die Schwächung führte 13 Tage nach dem Eisenbahnunglück zu einem Leck. Als sich der austretende Kraftstoff entzündete, wurden zwei weitere Menschen getötet und elf Häuser zerstört. Heute dürfen keine Häuser mehr in der Nähe der Gleise gebaut werden.  
Am 11. Juni 2012 erklärte San Bernardino die Zahlungsunfähigkeit und stellte Antrag auf Gläubigerschutz nach Chapter 9 des Konkursrechts. Die Stadt rechnete mit einem Defizit von 45 Millionen Dollar im laufenden Fiskaljahr. Fehler in der Buchführung, steigende Ausgaben für Investitionen, Schuldzinsen und Sozialleistungen, gepaart mit stagnierenden Einnahmen, hatten zur finanziellen Schieflage geführt. In den vorangegangenen vier Jahren war die Zahl der Angestellten bereits um 20 Prozent vermindert worden.
Am 30. Mai 2015 wurde bekanntgegeben, dass das Verfahren innerhalb eines Jahres beendet werden soll. Am 6. Dezember 2016 bestätigte das Insolvenzgericht Meredith den Insolvenzausstiegsplan.
Am 2. Dezember 2015 kam es im örtlichen Inland Regional Center zu einer Schießerei mit 14 Toten und 21 Verletzten, die von den Ermittlungsbehörden als Terrorakt eingestuft wird.
1970 widmete die englische Band Christie der Stadt den Welthit San Bernadino.

## Einwohnerentwicklung
| Jahr | Einwohner¹ |
| ---- | ---------- |
| 1980 | 118.494    |
| 1990 | 164.164    |
| 2000 | 188.742    |
| 2010 | 209.961    |
| 2020 | 222.101    |

¹ 1980–2020: Volkszählungsergebnisse

## Demografie
Die Bevölkerung bestand laut dem Zensus von 2010 zu 19,0 Prozent aus Weißen und zu 15,0 Prozent aus Afroamerikanern; 4,0 Prozent waren asiatischer Herkunft. 66,0 Prozent der Bevölkerung waren Hispanics. Der Median des Einkommens je Haushalt lag 2015 bei 39.097 US-Dollar. 30,6 Prozent der Bevölkerung lebten unterhalb der Armutsgrenze, womit San Bernardino eine der ärmsten Städte in Kalifornien ist.

## Verkehr
Auf dem Gelände des von 1942 bis 1994 betriebenen Militärflughafen Norton Air Force Base befindet sich heute der zivile San Bernardino International Airport (IATA-Code: SBD).

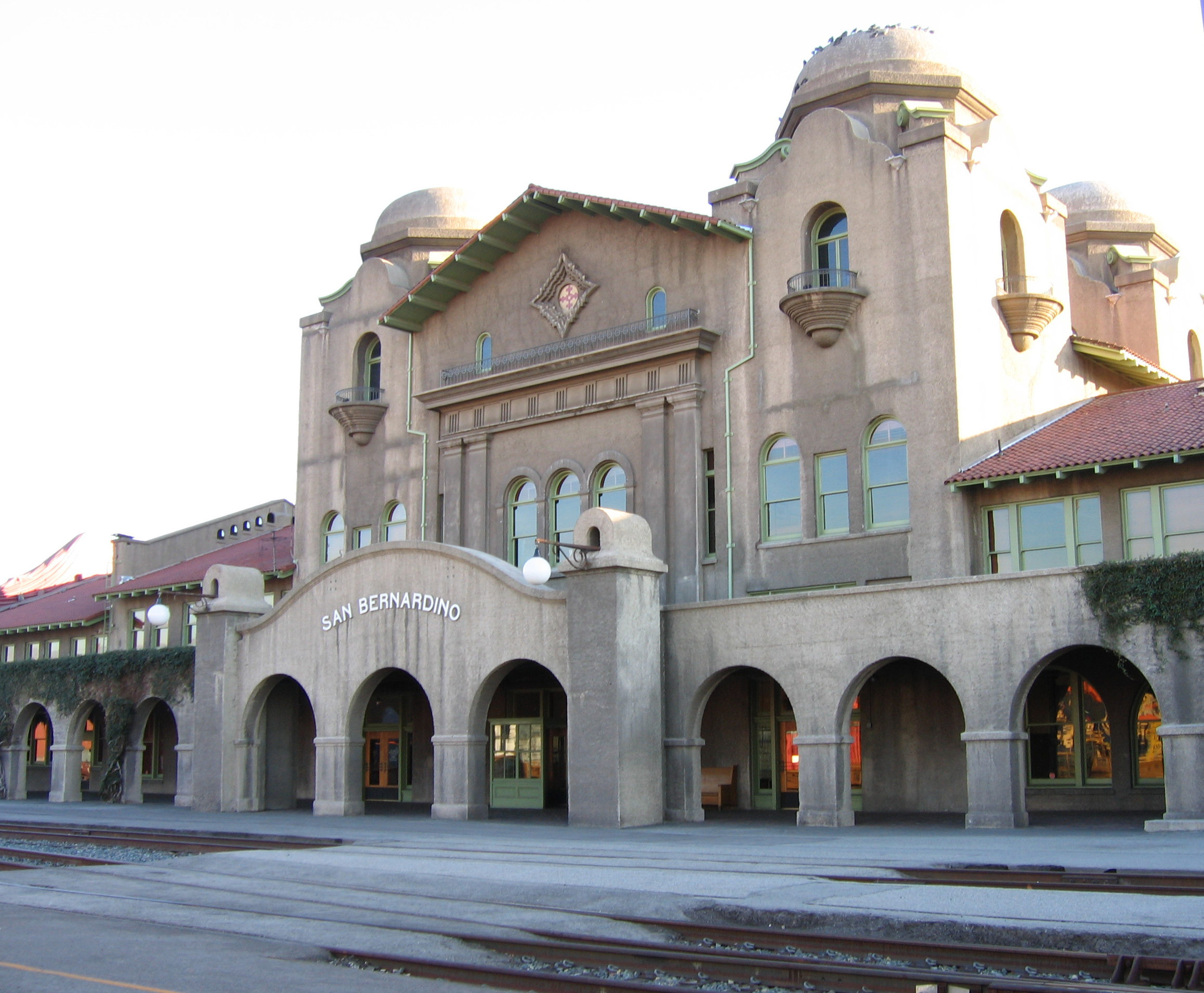
Das Bahnhofsgebäude von 1918 von der Gleisseite gesehen

Der Bahnhof San Bernardino Santa Fe Depot wird von Amtrak- und Metrolink-Linien angefahren. Der Bahnhof San Bernardino Downtown ist der Endpunkt zweier Metrolink- und der Arrow-Linie. Dort befindet sich auch der in der Mitte der 2010er Jahre eröffnete Busbahnhof (englisch Transit Center).

## Städtepartnerschaften
Partnerstädte San Bernardinos sind
| - Goyang, Südkorea, seit 2003 - Herzlia, Israel, seit 1985 - Ile-Ife, Nigeria, seit 1981 - Kigali, Ruanda, seit 2000 - Mexicali, Mexiko, seit 1968 |  | - Roxas, Philippinen, seit 1990 - Sawolschje, Russland, seit 1992 - Tachikawa, Japan, seit 1959 - Villahermosa, Mexiko, seit 1971 - Yushu, Volksrepublik China, seit 1993 |

## Persönlichkeiten
- Benjamin Franklin Bledsoe (1874–1938), Bundesrichter
- Phil Swing (1884–1963), Politiker, Vertreter von Kalifornien im US-Repräsentantenhaus
- Roscoe Karns (1891–1970), Schauspieler
- Marshall Neilan (1891–1958), Schauspieler und Filmregisseur
- Philo McCullough (1893–1981), Schauspieler
- Clyde Bruckman (1894–1955), Autor und Regisseur für Filmkomödien
- Edith Head (1897–1981), Kostümbildnerin beim Film
- Norma Drew (1903–1998), Schauspielerin
- Richard Moor (1910–2005), Segler
- Frank V. Phillips (1912–1994), Kameramann
- Donald F. Hoffmeister (1916–2011), Mammaloge und Hochschullehrer
- Bob Lemon (1920–2000), Baseballspieler
- Claude Roy Kirk (1926–2011), Politiker, Gouverneur von Florida
- Robert Phelps (1926–2013), Mathematiker
- Walter Goss (1928–2012), Tonmeister
- Gene Hackman (1930–2025), Schauspieler
- Phillip Francis Straling (* 1933), Bischof von Reno
- Dave Wolpe (* 1936), Jazzposaunist und Arrangeur
- Thomas M. Cover (1938–2012), Professor für Elektrotechnik und Statistik an der Stanford University
- Dave Stockton (* 1941), Profi-Golfer
- Ralph B. White (1941–2008), Kameramann, Filmregisseur, Filmproduzent und Photograph
- Swede Savage (1946–1973), Automobilrennfahrer
- Howard Georgi (* 1947), Physiker
- Michael Reaves (1950–2023), Roman- und Drehbuchautor
- Michael R. Clifford (1952–2021), Astronaut
- Rick Berry (* 1953), Künstler und Illustrator
- Poison Ivy (* 1953), Musikerin
- Sandy Collins (* 1958), Tennisspielerin
- Kevin Kiner (* 1958), Komponist
- Anna Escobedo Cabral (* 1959), Treasurer of the United States und Unit Chief der Interamerikanischen Entwicklungsbank
- Derek Parra (* 1970), Eisschnellläufer
- Bryon Russell (* 1970), Basketballspieler
- Kaari Upson (1970–2021), Künstlerin
- Lisa Marie Varon (* 1971), Profi-Wrestlerin, besser bekannt als WWE-Diva Victoria
- Jeremy Stevenson (* 1974), Eishockeyspieler
- Poom Jensen (1983–2004), Enkel des thailändischen Königs Bhumibol Adulyadej
- Brenden Jefferson (* 1986), Film- und Fernsehschauspieler
- Aaron Gwin (* 1987), Mountainbiker
- Ray Dalton (* 1990), Sänger
- Bjonee Reaves (* 1990), Basketballspielerin
- Layshia Clarendon (* 1991), Basketballspielerin
- LaKeith Stanfield (* 1991), Filmschauspieler und Rapper
- Travis T. Flory (* 1992), Schauspieler
- Jazmine Reeves (* 1992), Fußballspielerin
- Damontae Kazee (* 1993), American-Football-Spieler
- Kylie Fitts (* 1994), American-Football-Spieler
- Alexander Mattison (* 1998), American-Football-Spieler
- Jayden Daniels (* 2000), American-Football-Spieler
- Lil Loaded (2000–2021), Rapper
- Ruth De Jong (* 20. Jahrhundert), Szenenbildnerin